# Distrito de Emilio San Martín
El Distrito peruano de Emilio San Martín es uno de los 10 distritos de la Provincia de Requena, ubicada en el Departamento de Loreto, perteneciente a la Región Loreto, Perú y su capital es Tamanco.
Desde el punto de vista jerárquico de la Iglesia católica forma parte del Vicariato Apostólico de Requena.